# 葛店乡
葛店乡，是中华人民共和国河南省周口市淮阳区下辖的一个乡镇级行政单位。

## 行政区划
葛店乡下辖以下地区：
葛店村、大王庄村、朱寨村、小徐楼村、孔王庄村、杨楼村、秦阁村、徐寨村、邱张楼村、朱庄村、梁寨村、陈庄村、代集村、贾庄村、李瓦房村、王关村、薛寨村、杜洼村、王集村、姜楼村、李关村、大徐楼村、徐集村、徐韩村和孟堂村。

## 教育
- 东升学校